# Анастасьєвка (Шегарський район)
Анаста́сьєвка (рос. Анастасьевка) — село у складі Шегарського району Томської області, Росія. Входить до складу Анастасьєвського сільського поселення.

## Населення
Населення — 625 осіб (2010; 634 у 2002).
Національний склад (станом на 2002 рік):
- росіяни — 95 %